# Джон Салліван (тенісист)
Джон Салліван (англ. John Sullivan; нар. 22 грудня 1966) — колишній американський тенісист.
Найвищу одиночну позицію світового рейтингу — 371 місце досяг 28 листопада 1994, парну — 101 місце — 8 листопада 1993 року.
Найвищим досягненням на турнірах Великого шолома було 2 коло в парному розряді.

## Фінали Туру ATP за кар'єру

### Парний розряд: 1 (0–1)
| Результат | Ранг | Дата     | Турнір        | Покриття | Партнер     | Суперники                       | Рахунок       |
| --------- | ---- | -------- | ------------- | -------- | ----------- | ------------------------------- | ------------- |
| Поразка   | 1.   | Жов 1993 | Афіни, Греція | Ґрунт    | Ройсе Деппе | Орасіо де ла Пенья Хорхе Лосано | 6–3, 1–6, 2–6 |

## Титули на челленджерах

### Парний розряд: (2)
| Ранг | Рік  | Турнір             | Покриття | Партнер           | Суперники                   | Рахунок       |
| ---- | ---- | ------------------ | -------- | ----------------- | --------------------------- | ------------- |
| 1.   | 1992 | Грамаду, Бразилія  | Тверде   | Річард Матушевскі | Нелсон Аертс Фернандо Роезе | 7–6, 6–7, 6–3 |
| 2.   | 1993 | Каракас, Венесуела | Тверде   | Річард Матушевскі | Даг Флек Ніколас Перейра    | 7–6, 7–5      |